# Layover
Layover är en amerikansk film från 2001 i regi av Alan B. McElroy. Filmen hade världspremiär i USA den 22 augusti 2001.

## Handling
En flygplatsaffär blir en mans 24-timmars mardröm när han upptäcker att kvinnan är gift med en farlig juvelhandlare som han blivit vän med på ett tidigare flyg.

## Rollista (urval)
- David Hasselhoff - Dan Morrison
- Gregg Henry - Jack Gillardo
- Yvonne Sciò - Vickie Dennis